# George Hearst
George E. Hearst (ur. 3 września 1820 w Sullivan w Missouri, zm. 28 lutego 1891 w Waszyngtonie) – amerykański biznesmen i senator, ojciec Williama Randolpha Hearsta.
Był synem Williama George’a Hearsta (ok. 1796-1844) i Elizabeth z domu Collins (zm. 1861).
W 1838 ukończył Franklin County Mining School. W 1850 wyruszył do Kalifornii. Hearst założył firmę górniczą, która w ciągu kolejnych lat stała się największą prywatną firmą w tej branży. Od 1865 do 1866 zasiadał w Zgromadzeniu Stanowym Kalifornii. W 1882 z ramienia demokratów kandydował na gubernatora Kalifornii, ale nie odniósł sukcesu. Od 23 marca 1886 do 4 sierpnia 1886 i od 4 marca 1887 do śmierci 28 lutego 1891 zasiadał w Senacie.
George ożenił się 13 czerwca 1862 w Steelville (Missouri) z Phoebe Apperson. Ich jedynym dzieckiem był syn – William Randolph.